# 박두일
박두일(1983년 3월 25일 ~ )은 송정동초등,무등중,광주제일고~영흥고등학교 출신의 전 SK 와이번스 선수다. 현재 삼성물산 퇴사후
SK에코플랜트 건설업에 종사하고있다

## 등번호
- 19 (2002 ~ 2003)

## 같이 보기
- 2003년 SK 와이번스 시즌